# John de Balliol

Wappen von John de Balliol

John de Balliol (auch Baliol) (* vor 1208; † vor 27. Oktober 1268) war ein englischer Magnat. Durch Heirat und Erbschaften stieg er vom kleineren Baron zu einem reichen Magnaten auf. Er stiftete in Oxford Balliol College.

## Herkunft
John de Balliol entstammte der anglonormannischen Familie Balliol. Er war der älteste Sohn von Hugh de Balliol. Er wurde vermutlich nach König Johann Ohneland benannt, dem sein Vater im Gegensatz zu zahlreichen anderen nordenglischen Baronen loyal diente. Nach dem Tod seines Vaters 1229 erbte Balliol Barnard Castle im County Durham und Bailleul-en-Vimeu in der Picardie. Diese französischen Besitzungen gehörten zu den Grafschaften Vimeu und Ponthieu und damit nicht zum Herzogtum Normandie. Deshalb waren sie im Gegensatz zu den Besitzungen der meisten englischen Barone 1204 nicht durch Frankreich beschlagnahmt worden, als der französische König die Normandie im Krieg mit Johann Ohneland erobert hatte.

## Heirat und Aufstieg durch das Erbe seiner Frau
Vermutlich durch Vermittlung seiner Onkel Ingram und Henry de Balliol, die spätestens seit etwa 1200 Besitzungen in Schottland besaßen, konnte John de Balliol 1233 Dervorguilla of Galloway heiraten. Sie war als dritte Tochter von Alan, Lord of Galloway eine potentielle reiche Erbin. Tatsächlich erbte sie nach dem Tod ihres Vaters 1234 ein Drittel der schottischen Herrschaft Galloway, vor allem den östlichen Teil der Herrschaft sowie Ländereien in Cunninghame und Lauderdale. Thomas of Galloway, ein unehelicher Halbbruder von Dervorguilla, versuchte durch eine Rebellion 1235 gewaltsam das Erbe zu erlangen. Er wurde jedoch besiegt und Balliol übergeben, der ihn in Barnard Castle inhaftierte. Wenig später wurde Dervorguilla noch zur Erbin von weiteren umfangreichen Besitzungen, als sie nach dem frühen, kinderlosen Tod ihres Onkels John le Scot, Earl of Huntingdon und Chester 1237 zusammen mit ihrer älteren Schwester Christina (auch Christiana) dessen Landbesitz in England und Schottland erbte. Hierzu gehörten vor allem Ländereien in Ost- und Nordostschottland sowie in Ostengland. Als Christina 1246 kinderlos starb, erbte Balliols Frau ihren Anteil am Huntingdon-Erbe und die Hälfte ihres Anteils an Galloway. Nach dem Tod von Helen, der Witwe von John le Scot, fiel deren Wittum an Dervorguilla. Durch diese Erbschaften seiner Frau war Balliol von einem kleineren Kronvasallen zu einem reichen Baron aufgestiegen, der seine Burgen Barnard und Buittle in Kirkcudbrightshire prächtig ausbauen konnte.

## Politische und diplomatische Tätigkeit

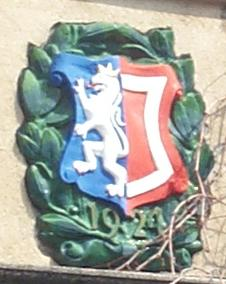
Wappen an einem Gebäude des von Balliol gegründeten Balliol College in Oxford

Durch diesen Reichtum gewann Balliol ab Mitte der 1240er Jahre die Aufmerksamkeit von König Heinrich III. und in der Folge zunehmenden politischen Einfluss. Als erstes Mitglied der Familie Balliol diente er ab 1248 als Sheriff von Cumberland und als Kommandant von Carlisle Castle. Von 1260 bis 1264 diente er als Sheriff von Nottingham und Derby. 1251 spielte er eine wichtige Rolle, als der englische König ihn zum Schutzherrn des jungen schottischen Königs Alexander III. und dessen Frau Margarete, einer Tochter von Heinrich III. erklärte. Allerdings hatte Balliol dabei eine wesentlich geringere Rolle als Robert de Ros, Lord of Wark, und vor allem konnten sich die beiden in Schottland nicht gegen den einflussreichen Magnaten Walter Comyn, Earl of Menteith behaupten. Die Wahl von Henry, Abt von Holyrood Abbey, zum Bischof von Galloway 1253 bewies deutlich die Dominanz von Comyn gegenüber Balliol. Obwohl die Lords of Galloway bislang großen Einfluss auf die Diözese hatten, konnte Balliol nicht die Wahl von Comyns Kandidaten verhindern. Als schließlich dem englischen König berichtet wurde, dass seine Tochter in Schottland nicht standesgemäß behandelt wurde, beschuldigte Heinrich III. 1255 Ros und Balliol, ihren Aufgaben nicht nachgekommen zu sein, und entließ sie aus ihrer Rolle als Schutzherrn. Dazu setzte er im August 1255 Balliol als Sheriff von Cumberland und als Kommandant von Carlisle Castle ab. Trotz dieses Scheiterns verlor Balliol nicht völlig die Gunst des englischen Königs, der ihm schließlich im Sommer 1257 verzieh.  Als Baron mit Besitzungen in Schottland und Frankreich diente Balliol mehrfach als englischer Gesandter in den beiden Reichen. In dem Konflikt zwischen Heinrich III. und einer Adelsopposition ab 1258 gehörte Balliol zum Kreis der engeren Ratgeber des Königs. In der Folge wurden Teile seiner englischen Besitzungen 1263 für beschlagnahmt erklärt, als die Adelsopposition zeitweise die Regierungsgewalt gewinnen konnte.

## Fehde mit dem Bischof von Durham und Stiftung von Balliol College
Trotz seines Reichtums und seiner internationalen Beziehungen geriet Balliol mit seinem mächtigen Lehnsherrn und Nachbarn, Bischof Walter of Kirkham von Durham in Streit. Balliol war für 51⁄4 Knight’s fee für seine Besitzungen im Wapentage of Sadberge, besonders bei Long Newton Vasall der Bischöfe. Sadberge hatte bis Ende des 12. Jahrhunderts zum Krongut gehört, bevor es Bischof Hugh de Puiset gekauft hatte. In der Folge verschmolz es mit dem übrigen weltlichen Besitz der Bischöfe. 1231 hatte Balliol anerkannt, dass seine Lehenspflichten, die seine Vorfahren dem König schuldeten, nun auch gegenüber den Bischöfen galten. Offenbar kam er diesen Pflichten aber nur ungern nach. Deshalb kam es zum Streit mit Bischof Walter of Kirkham, der in einer Fehde gipfelte. Im August 1255 beschuldigte der König Balliol sowie seine Brüder Eustace und Jocelin, dass sie sich gewaltsam die Rechte der Kirche von Long Newton angeeignet hätten und dazu vier Gefolgsleute des Bischofs in Barnard Castle inhaftiert hätten. Balliol musste die Gefangenen freilassen, und er war offensichtlich der namentlich nicht genannte Baron, der nach einer Chronik vor dem Portal der Kathedrale von Durham öffentlich gegeißelt wurde. Dazu machte Balliol eine Stiftung zugunsten von Studenten an der Universität Oxford. Bis zu seinem Tod machte Balliol Schenkungen zugunsten einer Herberge in Oxford, die gemäß seinem Testament weitere Schenkungen erhielt. Aus dieser Herberge wurde später Balliol College. Balliol starb kurz vor dem 27. Oktober 1268.

## Nachkommen und Erbe
Mit seiner Frau Dervorguilla hatte Balliol mindestens vier Söhne und vier Töchter:
- Hugh de Balliol († 1271) ⚭ Agnes de Valence
- Alan de Balliol († vor 1278)
- Alexander de Balliol († 1278) ⚭ Aliénor de Genoure
- John Balliol ⚭ Isabel de Warenne

Die Namen der vier Töchter von Balliol sind nicht mit Sicherheit bekannt, sie hießen wahrscheinlich Margaret, Cecily, Ada und Eleanor. Als reicher Magnat konnte Balliol mehrere seiner Kinder mit Kindern aus führenden Adelsfamilien verheiraten. Sein ältester Sohn Hugh heiratete eine Tochter des Earl of Pembroke, sein dritter Sohn Alexander eine Verwandte von Königin Eleonore aus Savoyen. Von seinen Töchtern heiratete vermutlich Margaret in die Familie Moulton aus Cumberland ein, Cecily heiratete John de Burgh, einen Enkel des Justiciars Hubert de Burgh; Ada heiratete den englisch-schottischen Adligen William de Lindsay, den Erben von Kendal in Westmorland und Lamberton in Berwickshire und Eleanor heiratete den schottischen Adligen John Comyn, Lord of Badenoch. Balliols vierter Sohn John sollte vermutlich zunächst Geistlicher werden, doch nachdem seine drei älteren Brüder alle ohne überlebende Nachkommen gestorben waren, wurde er 1278 Erbe der Familienbesitzungen.
Nach Balliols Tod förderte seine Witwe Dervorguilla den Ausbau seiner Stiftung in Oxford. Zu seinem Andenken gründete sie 1273 Sweetheart Abbey in Galloway, wohin seine Gebeine umgebettet wurden. Bis zu ihrem Tod 1290 soll sie Balliols einbalsamiertes Herz in einem Elfenbeinkästchen mitgeführt haben, das anschließend mit ihr in Sweetheart Abbey beigesetzt wurde.